# 낮과 밤 (2010년 영화)
《낮과 밤》(Day & Night)은 미국에서 제작된 케빈 레어 제작, 테디 뉴턴 감독의 픽사의 2010년 단편 애니메이션 영화이다. 토이스토리 3의 표출 전 극장에서 상영되었다. 미국에서 아이튠즈에 개봉되었다. 대부분의 다른 픽사 단편 작품들과 달리 이 애니메이션 스타일은 2D, 3D 요소를 결합하고 있으며, 영화 《업》의 제작 디자이너 돈 섕크는 "이전에 픽사가 제작한 어떠한 것과도 다르다"고 언급하였다.

## 출연

### 주연
- 웨인 다이어

## 기타
- 미술: 돈 샨크

## 같이 보기
- 라 루나